# HC-9

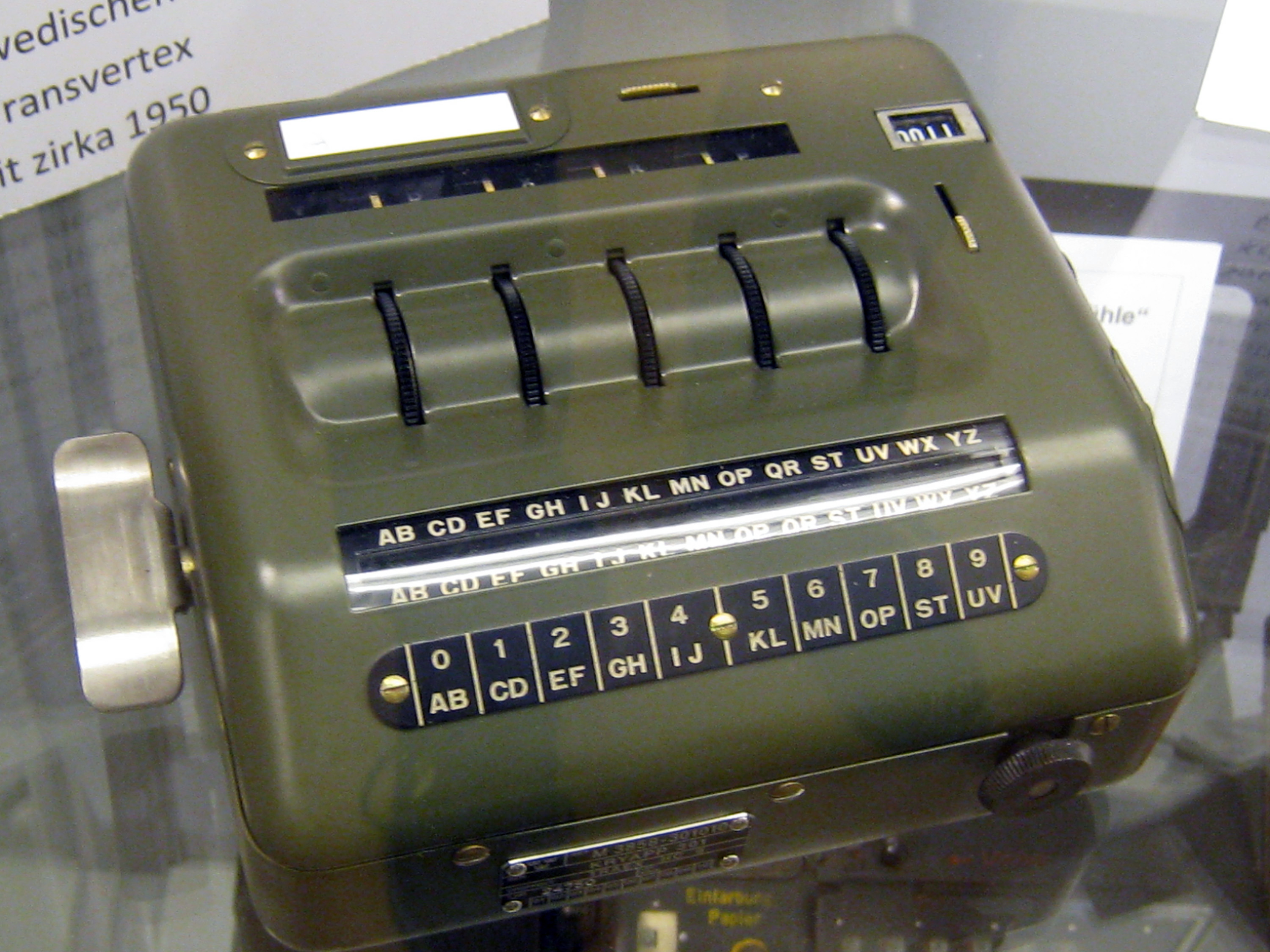
Die Chiffriermaschine HC-9

HC-9 ist die Bezeichnung einer von der schwedischen Firma AB Transvertex in den 1950er-Jahren entwickelten mechanischen Rotor-Chiffriermaschine. Sie wurde bis in die 1970er-Jahre von der schwedischen Armee und Marine unter der Bezeichnung KRYAPP 301 (kurz für schwedisch: kryptografiska apparater; deutsch „Kryptografischer Apparat“) verwendet.

## Geschichte
Unmittelbar nach dem Zweiten Weltkrieg entwarf der Schwede Vigo Lindstein das kryptographische Konzept der Schlüsselmaschine. Er hatte während des Krieges als Ingenieur bei Ericsson gearbeitet und dort ein kryptanalytisches Gerät zum maschinellen Bruch des deutschen „Geheimschreibers T52“ entworfen und realisiert. Die Deutschen nutzten diese Schlüssel-Fernschreibmaschine (SFM) insbesondere, um ihre diplomatischen Geheimnachrichten ins besetzte Norwegen und ins verbündete Finnland zu verschlüsseln. Diese liefen über Landleitungen im neutralen Schweden. Dem Schweden Arne Beurling (1905–1986) war es bereits im Sommer 1940 gelungen, T52-Nachrichten zu entziffern. Mithilfe des von Lindstein gebauten Geräts konnte diese Entzifferung automatisiert werden. Er hatte so sein Geschick bewiesen, kryptologische Konzepte mithilfe von mechanischen Geräten umzusetzen.
Die HC-9 entstand auf Basis der bekannten M-209, die von seinem Landsmann Boris Hagelin (1892–1983) entworfen und zu Tausenden von der US-Army im Zweiten Weltkrieg eingesetzt worden war. Lindstein kannte deren Konzept genau. Er arbeitete als Technischer Direktor in Hagelins Unternehmen, der AB Cryptoteknik (deutsch Kryptotechnik AG). Die Buchstaben „HC“ im Gerätenamen könnten eine Würdigung an Hagelin darstellen und für schwedisch „Hagelin Chiffer“ oder englisch „Hagelin Cipher“ stehen. Die Ziffer „9“ passt chronologisch als neunte Maschine in die Reihe nach den vorher entstandenen B-21, C-35, C-36, C-37, C-38, M-209, C-442 und C-52 aus dem Hause Hagelin.
Ein Ziel war eine relativ einfache, das heißt leicht zu bedienende und möglichst kompakte Maschine für den Feldeinsatz zu entwickeln. Einsatzbereich waren nicht Generalstäbe und Informationen von strategischer Bedeutung, sondern die untersten Ebenen der militärischen Führung, wie Zug, Kompanie und Bataillon. Ein anderes, nämlich kryptographisches Ziel war nicht, die (ohnehin schwer zu erreichende) „Unbrechbarkeit“, sondern „nur“ eine ausreichende „Hartnäckigkeit“ gegen kryptanalytische Angriffe zu erreichen. Beide Ziele wurden zufriedenstellend erreicht, indem Lindstein sowohl konstruktive als auch kryptologische Innovationen einbrachte.

## Aufbau
Die äußeren Abmessungen (L×B×H) der handlichen Maschine betragen etwa 150 mm × 180 mm × 70 mm. Sie wird mithilfe eines von Hand zu bewegenden kleinen Hebels an der linken Seite betrieben und benötigt keine Elektrizität. Jeder Klartextbuchstabe wird einzeln verschlüsselt. Die Maschine ist involutorisch, das heißt Verschlüsselung und Entschlüsselung sind identisch. In einem Sichtfenster vorn erscheinen für jeden Buchstaben wechselnde Alphabete, die zur Ver- bzw. Entschlüsselung dienen. Dies geschieht durch Ablesen des entsprechenden Buchstabens. Die Maschine verfügt über keinen Drucker.
Aus kryptologischer Sicht besteht die Maschine aus zwei Teilschlüsseln, dem Tagesschlüssel und dem Spruchschlüssel. Der Tagesschlüssel wird zum einen mithilfe einer kleinen Lochkarte aus Papier realisiert. Diese wird hinten in die Maschine eingelegt und kann leicht gewechselt werden. Die zweite Komponente des Tagesschlüssels besteht aus einem Blatt Papier. Es ist zeilenweise mit sechzehn „zufällig verwürfelten“ Alphabeten bedruckt. Es kann ebenso leicht gewechselt werden, was einmal täglich geschieht. Es wird auch in die Maschine eingelegt. Diese Methode bewahrt den Bediener vor Einstellfehlern und vermeidet die bei ähnlichen Maschinen (wie beispielsweise der CD-57, die mit umlegbaren Stiften arbeitet) notwendige Überprüfung der Richtigkeit des eingestellten Tagesschlüssels durch Probeverschlüsselung eines Kontrolltextes.
Der Spruchschlüssel wird für jede einzelne Nachricht individuell gewählt und eingestellt. Dazu dienen fünf Einstellräder. Jedes kann von Hand auf einen der 26 Buchstaben des lateinischen Alphabets eingestellt werden. Hierzu gibt es also 265 oder 11.881.376 Möglichkeiten.